# Hội đồng Nghị viện châu Á
Hội đồng Nghị viện châu Á (APA) (tiếng Anh: Asian Parliamentary Assembly) được thành lập năm 2006 tại Kỳ họp thứ bảy của Hiệp hội các Nghị viện châu Á vì Hòa bình (AAPP). Nói cách khác, AAPP được thành lập năm 1999 là tiền thân của APA. 
Tới năm 2022, APA bao gồm 44 Nghị viện thành viên và 14 quan sát viên. Mỗi Nghị viện thành viên có một số lượng ghế cụ thể trong Hội đồng dựa trên quy mô dân số của nước đó. Tổng số ghế, cũng như tổng số phiếu, là 178. Thành viên của Hội đồng phải do chính các thành viên của Nghị viện thành viên bầu ra. Hiến chương APA và Tuyên bố Tehran đưa ra một khuôn khổ hợp tác giữa các nước châu Á và đưa ra một tầm nhìn; đó là Hội nhập Châu Á.

## Thành viên
Tính tới năm 2022, APA có 44 Nghị viện thành viên tương ứng với 178 phiếu, 14 Nghị viện quan sát viên và 10 Tổ chức quan sát viên.

### Nghị viện thành viên
| STT  | Nghị viện thành viên                 | Số phiếu | Mô hình    |
| ---- | ------------------------------------ | -------- | ---------- |
| 1    | Afghanistan (trước năm 2021)         | 4        | Lưỡng viện |
| 2    | Azerbaijan                           | 4        | Đơn viện   |
| 3    | Bahrain                              | 2        | Lưỡng viện |
| 4    | Bangladesh                           | 5        | Đơn viện   |
| 5    | Bhutan                               | 2        | Lưỡng viện |
| 6    | Campuchia                            | 4        | Lưỡng viện |
| 7    | Trung Quốc                           | 7        | Đơn viện   |
| 8    | Cộng hòa Síp                         | 2        | Đơn viện   |
| 9    | Triều Tiên                           | 4        |            |
| 10   | Ấn Độ                                | 7        | Lưỡng viện |
| 11   | Indonesia                            | 6        | Lưỡng viện |
| 12   | Iran                                 | 5        | Đơn viện   |
| 13   | Iraq                                 | 4        | Đơn viện   |
| 14   | Jordan                               | 4        | Lưỡng viện |
| 15   | Kazakhstan                           | 4        | Lưỡng viện |
| 16   | Kiribati                             | 2        | Đơn viện   |
| 17   | Kuwait                               | 4        | Đơn viện   |
| 18   | Kyrgyzstan                           | 4        | Đơn viện   |
| 19   | Lào                                  | 4        | Đơn viện   |
| 20   | Lebanon                              | 4        | Đơn viện   |
| 21   | Malaysia                             | 4        | Lưỡng viện |
| 22   | Maldives                             | 2        | Đơn viện   |
| 23   | Mông Cổ                              | 4        | Đơn viện   |
| 24   | Nepal                                | 4        | Lưỡng viện |
| 25   | Pakistan                             | 5        | Lưỡng viện |
| 26   | Palau                                | 2        | Lưỡng viện |
| 27   | Palestine                            | 4        |            |
| 28   | Philippines                          | 5        | Lưỡng viện |
| 29   | Qatar                                | 4        | Đơn viện   |
| 30   | Hàn Quốc                             | 4        | Đơn viện   |
| 31   | Nga                                  | 5        | Lưỡng viện |
| 32   | Ả Rập Xê Út                          | 4        | Đơn viện   |
| 33   | Singapore                            | 4        | Đơn viện   |
| 34   | Sri Lanka                            | 4        | Đơn viện   |
| 35   | Syria                                | 4        | Đơn viện   |
| 36   | Tajikistan                           | 4        | Lưỡng viện |
| 37   | Thái Lan                             | 5        | Lưỡng viện |
| 38   | Đông Timor                           | 4        | Đơn viện   |
| 39   | Tonga                                | 2        | Đơn viện   |
| 40   | Thổ Nhĩ Kỳ                           | 5        | Đơn viện   |
| 41   | Các Tiểu vương quốc Ả Rập Thống nhất | 4        | Đơn viện   |
| 42   | Uzbekistan                           | 4        | Lưỡng viện |
| 43   | Việt Nam                             | 5        | Đơn viện   |
| 44   | Yemen                                | 4        | Lưỡng viện |
| Tổng |                                      | 178      |            |

### Nghị viện quan sát viên
| STT | Nghị viện quan sát viên | Mô hình    |
| --- | ----------------------- | ---------- |
| 1   | Úc                      | Lưỡng viện |
| 2   | Liên bang Micronesia    | Đơn viện   |
| 3   | Fiji                    | Đơn viện   |
| 4   | Nhật Bản                | Lưỡng viện |
| 5   | Quần đảo Marshall       | Đơn viện   |
| 6   | Nauru                   | Đơn viện   |
| 7   | New Zealand             | Đơn viện   |
| 8   | Oman                    | Lưỡng viện |
| 9   | Papua New Guinea        | Đơn viện   |
| 10  | Samoa                   | Đơn viện   |
| 11  | Quần đảo Solomon        | Đơn viện   |
| 12  | Turkmenistan            | Đơn viện   |
| 13  | Tuvalu                  | Đơn viện   |
| 14  | Vanuatu                 | Đơn viện   |

### Tổ chức quan sát viên
| STT | Tổ chức quan sát viên                                                           |
| --- | ------------------------------------------------------------------------------- |
| 1   | Hội đồng Nghị viện Ả rập                                                        |
| 2   | Hội đồng Liên Nghị viện ASEAN (AIPA)                                            |
| 3   | Hiệp hội các quốc gia Đông Nam Á (ASEAN)                                        |
| 4   | Ủy hội châu Âu                                                                  |
| 5   | Hội nghị quốc tế các đảng chính trị Châu Á (ICAPP)                              |
| 6   | Hội đồng Liên Nghị viện của Cộng đồng Kinh tế Á Âu (EAEC)                       |
| 7   | Liên minh Nghị viện Thế giới (IPU)                                              |
| 8   | Hội đồng Nghị viện của Ủy hội châu Âu                                           |
| 9   | Hội đồng Nghị viện Địa Trung Hải                                                |
| 10  | Liên minh Nghị viện các quốc gia thành viên của Tổ chức Hợp tác Hồi giáo (PUIC) |